# Rolf Dahlström (militär)
Rolf Ove Dahlström, född 8 maj 1946 i Gävle i Gävleborgs län, är en svensk officer i Armén.

## Biografi
Dahlström blev 1968 fänrik i Armén. År 1970 befordrades han till löjtnant, 1972 till kapten, 1979 till major, 1985 till överstelöjtnant, 1990 till överstelöjtnant med särskild tjänsteställning, 1993 till överste och 1997 till överste av första graden.
År 1968 inledde Dahlström sin militära karriär i Armén vid Hälsinge regemente (I 14). Åren 1983–1989 var han detaljchef vid Arméstaben. Åren 1989–1990 tjänstgjorde han som arméns chefsutvecklare. Åren 1990–1992 var han utbildningsledare och ställföreträdande brigadchef vid Hälsinge regemente. Åren 1993–1994 var han utbildningschef och ställföreträdande regementschef för Dalregementet. Åren 1994–1996 var han chef för Dalabrigaden (NB 13). Åren 1995–1996 var han kontingentschef för den svenska truppstyrkan BA05 i UNPROFOR och senare IFOR, vilka var en multinationell styrka i Bosnien och Hercegovina. Åren 1996–2000 var han regementschef för Dalregementet samt försvarsområdesbefälhavare för Dalarnas och Gävleborgs försvarsområde (Fo 53). Dahlström gick i pension och lämnade Försvarsmakten 2001.